# Бексли (мыс)
Мыс Бексли (англ. Cape Bexley) — мыс на севере канадской территории Нунавут. Он расположен на материке, на южном берегу пролива Долфин-энд-Юнион, и ограничен с юга заливом Саутс. Он был назван в честь Николаса Ванситтарта, 1-го барона Бексли.
Этот район характеризуется арктическими условиями и труднодоступностью и является частью Канадского Арктического архипелага. Мыс Бексли также ассоциируется с шельфом Бексли (Cape Bexley Shoal), который является близлежащим подводным объектом. Регион примечателен своим природным ландшафтом и климатом, на которые влияет его северное расположение.
Это исконная родина индейцев племени Акулиакаттагмиут, подгруппы «медных инуитов». Индейцы Ханерагмиут тоже разбивали здесь лагерь, а Нагюктогмиут были гостями.